# Samjiyon
Il Samjiyon (in coreano Chosŏn'gŭl: 판형 콤퓨터 삼지연, p’anhyŏng k’omp’yut’ŏ samjiyŏn) è un tablet computer basato su Android sviluppato dal Multimedia Technology Research Institute del Korea Computer Center. È il primo tablet nordcoreano ed è capace di ricevere il segnale televisivo.
Samjiyon ha preinstallato un browser con il supporto per la rete intranet Kwangmyong. Tuttavia, non vi è alcuna connettività Wi-Fi.
Le componenti elettroniche vengono costruite in Cina, mentre il software è stato adattato per la Corea del Nord.
Possiede una fotocamera da 2 Megapixel.